# Nidara
Nidara is een geslacht van vlinders van de familie eenstaartjes (Drepanidae).

## Soorten
- N. calligola Watson, 1965
- N. croceina Mabille, 1898
- N. marcus Watson, 1965
- N. multiversa Watson, 1965
- N. pumilla Watson, 1965